# 霍尔奇镇
霍尔奇镇，是中华人民共和国内蒙古自治区呼伦贝尔市阿荣旗下辖的一个乡镇级行政单位。

## 行政区划
霍尔奇镇下辖以下地区：
荣兴社区、莫尔顶村、霍尔奇村、后山根村、西鸡村、前进村、顺利村、缸窑村、于屯村、荣花村、富贵村、知木伦村、那克塔村、光明村、索尔奇村、平项山村、立新村和横道村。